# Rhinoptilus bitorquatus
El corredor del Godavari (Rhinoptilus bitorquatus) es una especie de ave nocturna en la familia Glareolidae, endémica de la India. El ave fue descubierta por el médico naturalista Thomas C. Jerdon en 1848 pero no se la volvió a avistar hasta su redescubrimiento en 1986. Habita en una zona endémica restringida de la  India en los Ghats orientales de Andhra Pradesh. En la actualidad se lo conoce a partir de los registros obtenidos en el Santuario de Vida Salvaje Sri Lankamalleswara, donde habita bosque arbustivo raleado con claros de terreno desnudo.

## Descripción

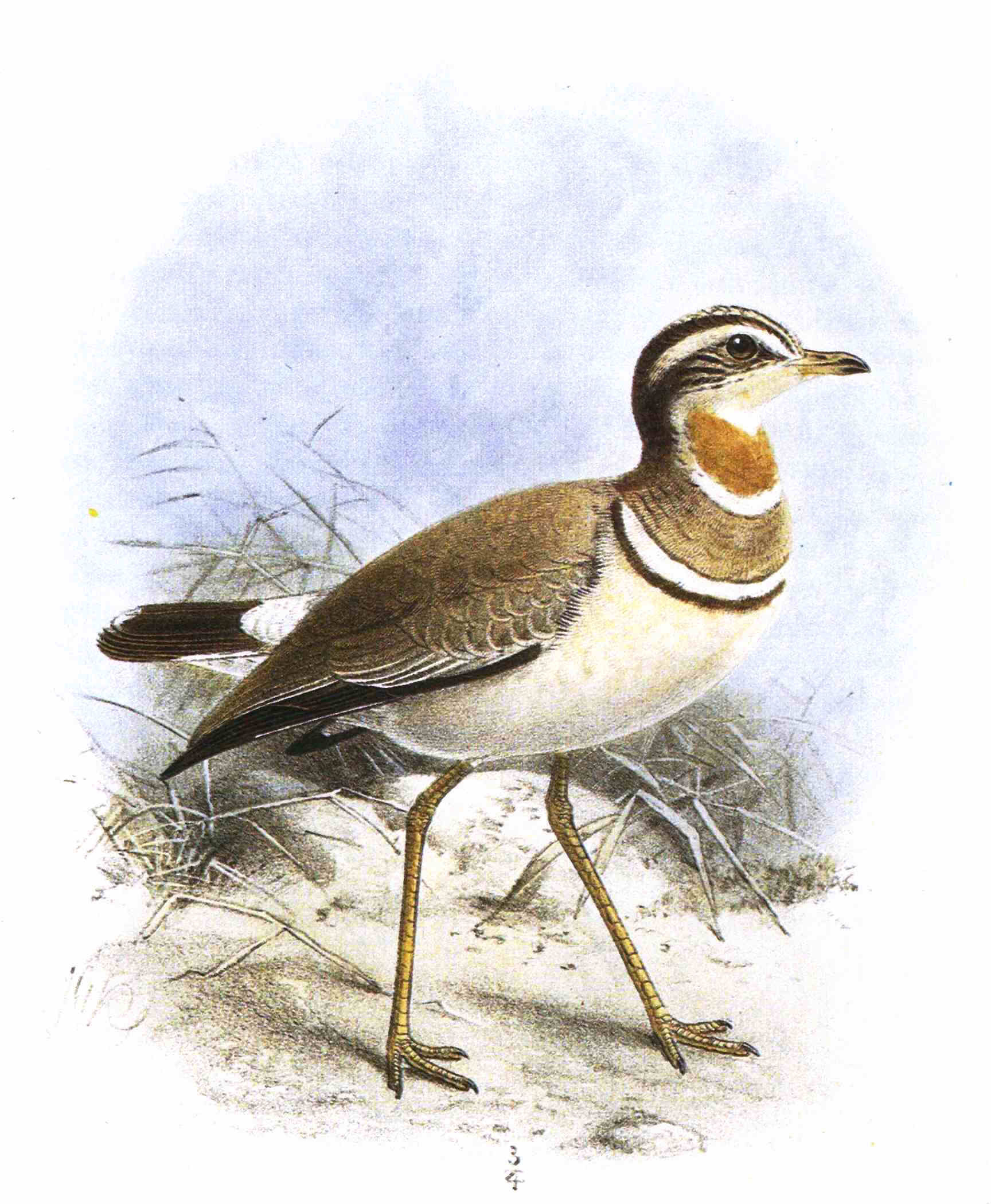
Pintura de John Gerrard Keulemans.

Es una especie de corredor compacto, con dos franjas pardas en el pecho. Su pico negro posee una base amarilla, su corona es negruzca, cuenta con un amplio supercilium acolchado, y tiene una mancha en la garganta color marrón-castaño. En la parte superior de su cabeza posee una delgada banda blanca. Durante el vuelo se observa una cola mayormente negra y una franja blanca prominente en el ala. Realiza llamados en el crepúsculo y al atardecer con una serie de Twick-too...Twick-too... Twick-too o yak-wak.. yak-wak. Las notas se repiten con una frecuencia de una por segundo y la llamada es realizada de 2 a 16 veces y a veces otras aves en la vecindad pueden unirse a la llamada.
Jerdon indicó que el nombre en telugu de la especie era  Adavi wuta-titti que significa "Monedero vacío de la selva". Sin embargo es posible que este nombre sea un error dado que Salim Ali y Hugh Whistler encontraron dificultades en que los pobladores rurales identificaran la especie al buscarla cerca de Borgampad y Nelipaka, durante el relevamiento de 1931 del estado de Hyderabad. Investigadores recientes han notado que su nombre local a veces es Kalivi kodi.